# Medcezir
 (janvier 2017).
Si vous disposez d'ouvrages ou d'articles de référence ou si vous connaissez des sites web de qualité traitant du thème abordé ici, merci de compléter l'article en donnant les références utiles à sa vérifiabilité et en les liant à la section « Notes et références ».
Medcezir est une série télévisée turque créée par Ece Yörenç et produite par Kerem Çatay. Diffusée le 13 septembre 2013 sur Star TV. La série compte parmi ses acteurs principaux Çağatay Ulusoy et Serenay Sarıkaya.

## Synopsis
C'est l'histoire du jeune Yaman qui vit à Tozludere, une des banlieues d'Istanbul. Yaman a toujours essayé de changer son destin en travaillant dur pour gagner sa vie. Le jour de l'anniversaire de son frère Kenan, ils ont tous deux été arrêtés alors que son frère volait une voiture dans une station-service. Ce soir-là, le destin de Yaman a changé en rencontrant Selim Serez, un riche avocat qui l'a aidé à éviter la prison. Selim voit Yaman comme un jeune homme prometteur et il lui offre son aide. Lorsque la maman de Yaman jette ce dernier hors de sa maison, 
Yaman est obligé de contacter Selim et d'accepter son aide. Il se rend ensuite chez Selim à Altınkoy, un quartier chic exclusif d'Istanbul, qui lui propose un emploi de jardinier pendant une semaine, ainsi qu'une chambre à l'extérieur de la maison principale (dans l'annexe). Même si Yaman est conscient qu'il n'y a pas de miracles dans la vraie vie, il n'a pas d'autre chance que de franchir cette porte. Portant le poids du passé sur ses épaules, parmi les gens qu'il ne connaît pas, il fait face à une vie plus difficile que celle qu'il avait à Tozludere. À Altınkoy, il rencontre Mert, le fils de Selim, avec qui il se lie d'amitié presque immédiatement. Il rencontre également Mira, une belle jeune fille riche qui habite à côté et dont il tombe amoureux. Des défis se posent pour le jeune Yaman qui s'inscrit à l'Université Asım Şekip Kaya avec Mira, Mert, Eylül et leurs amis. Orkun, l'ex-petit ami de Mira, est envieux de Yaman et lui crée délibérément des problèmes pour le faire sortir d'Altınkoy. Il se joint à Hasan, le beau-père de Yaman, dans ce plan.

## Distribution

### Acteurs principaux
- Çağatay Ulusoy - Yaman Koper
- Serenay Sarıkaya - Mira Beylice
- Barış Falay - Selim Serez
- Mine Tugay - Ender Serez
- Şebnem Dönmez - Sude Beylice
- Hazar Ergüçlü - Eylül Buluter
- Taner Ölmez - Mert Serez
- Ozge Gurel -  Ada La fille de  Asim Sekip Kaya
- Can Gurzap - Asim Sekip Kaya
- Miray Daner -Beren Beylice
- Defne Kayalar - Sedef Kaya

## Épisodes

### Audiences
| Saison | Saison | Nombre d'épisodes | Acteurs principaux                                                                  | Diffusion aux Turquie | Diffusion aux Turquie |
| Saison | Saison | Nombre d'épisodes | Acteurs principaux                                                                  | Début de saison       | Fin de saison         |
| ------ | ------ | ----------------- | ----------------------------------------------------------------------------------- | --------------------- | --------------------- |
|        | 1      | 38                | serenay sarikaya baris falay cagatay ulusoy taner olmez hazer Erguclu sebnem donmez | 13 septembre 2013     | 13 juin 2014          |
|        | 2      | 39                | - -                                                                                 | 12 septembre 2014     | 12 juin 2015          |